# The greatest happiness principle
the greatest happiness principle (de componist geeft de titel zonder hoofdletter!) is een compositie voor orkest van de Brit David Sawer uit 1997.
De titel (en compositie) is geïnspieerd op het werk van de britse filosoof Jeremy Bentham. Deze had een ontwerp gemaakt voor gevangenissen. Door een doordachte constructie te maken, konden gevangenen niet zien of zij daadwerkelijk geobserveerd werden of niet. Dit leidde tot zelfregulering en zelfcorrectie van het gedrag van de gevangenen (zie verder het artikel over deze filosoof).
Sawer projecteerde dit op zijn compositie. Om deze omzetting te krijgen, moest hij zichzelf ook beperken in zijn vrijheid als componist (gevangen), tegelijkertijd had hij alle vrijheid om die compositie in te vullen. Om ook het ideaalbeeld van Bentham in het orkest toe te passen, laat hij de musici aan het eind ook enige tijd zonder dirigent spelen. De vraag is dan of de musici dat als vrijheid beleven of hun best doen om toch vooral het werk tot een goed en gelijktijdig eind te brengen. Dat geldt dan eveneens voor de luisteraar; die niet weet op welk moment de dirigent opstapt en of de muziek niet in een chaos eindigt.
De compositie is geschreven in opdracht van het BBC National Orchestra of Wales. 

## Bron
- Uitgave NMC Recordings